# レイカー航空
レイカー航空（Laker Airways）は、1982年まで存在したイギリスの航空会社。初期の格安航空会社の1つとして有名である。

## 概要

### 設立

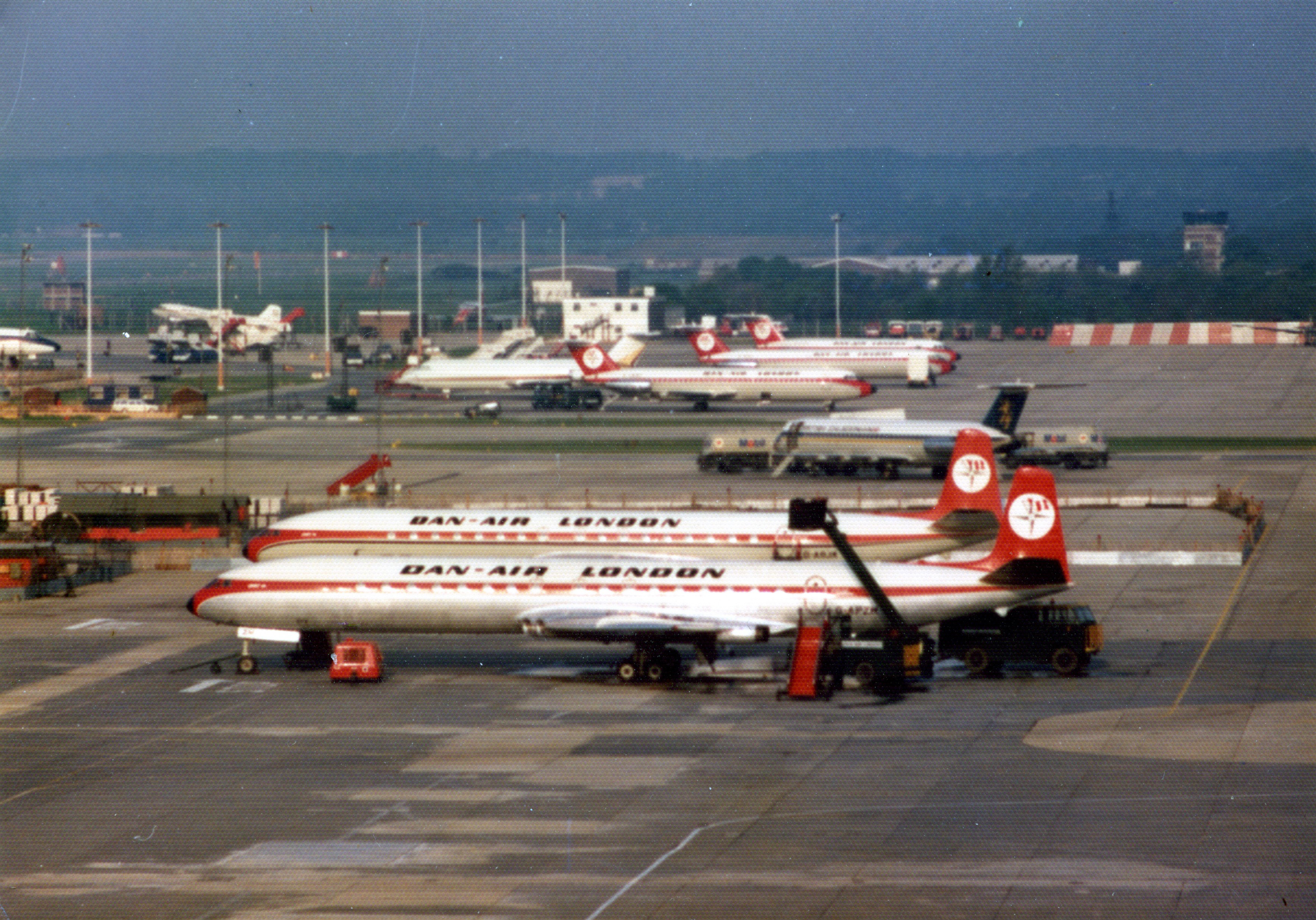
ガトウィック空港

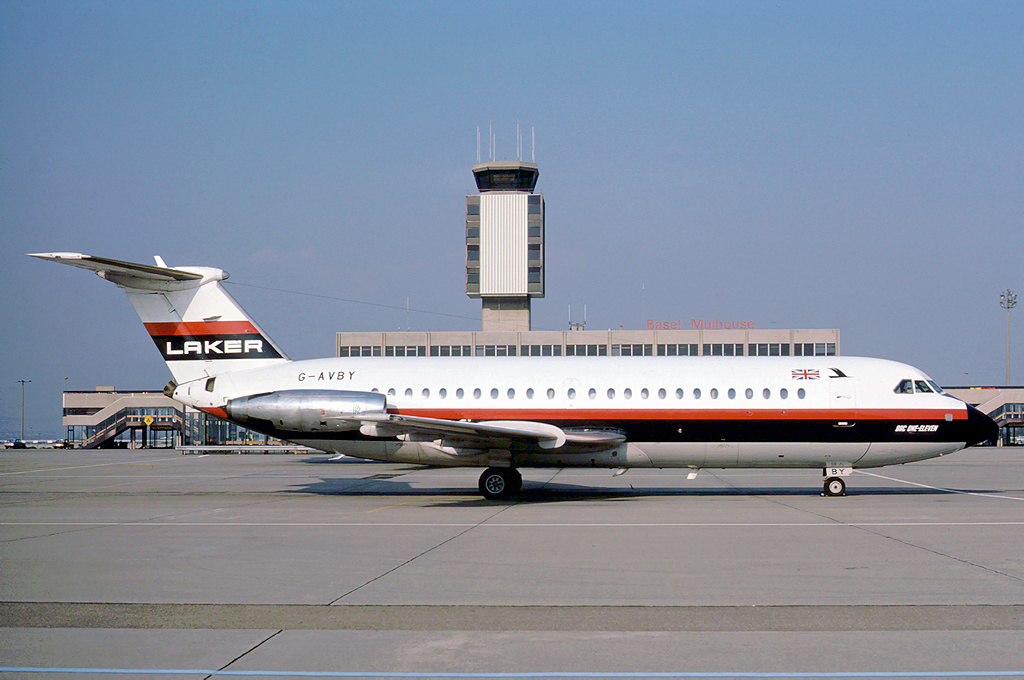
レイカー航空のBAC 1-11型機

1966年に、イギリスのブリティッシュ・ユナイテッド航空の元会長で、1950年代には小型旅客機「アビエーション・トレーダーズ アカウンタント」を製造するなど航空業界の経験が豊富な実業家のフレデリック・レイカー（のちに「ナイト」の称号を得た）が、アフィニティ・チャーター（旅行クラブ会員や宗教団体など、同じ属性にある会員による団体ツアーに対するチャーター）便専用の航空会社として設立した。
当初レイカー航空は、国営航空会社の英国海外航空で使用されていた2機のブリストル ブリタニア型機を購入し、ロンドンのガトウィック空港を拠点とし、おもにパルマ・デ・マヨルカなどのバレアレス諸島や、テネリフェなどのカナリア諸島をはじめとするヨーロッパ圏内のリゾート地へのアフィニティ・チャーター便を運航していた。

### 「カルテル」への挑戦
当時、欧米の先進国を中心とした航空業界では、既得権益を維持しようとする既存の大手航空会社の意を受けたIATAが事実上のカルテル料金体系（「IATAカルテル」と呼ばれた）を維持しており、乗客は割高な国際航空運賃を一方的に押し付けられていた。さらにこれを打ち破ろうとする新規航空会社の参入も上記「IATAカルテル」加盟航空会社（とその影響を受けた各国政府）の意を受けて阻害されていたため、レイカー航空のような新規参入航空会社は、アフィニティ・チャーターの運航しかできない状況であった。
しかし乗客による割高な運賃に対する不満は多く、レイカー航空によるアフィニティ・チャーター便は高い人気を獲得した。その後1967年には、短中距離路線用にBAC 1-11型機を導入し、さらに1968年には、西ドイツの西ベルリンにあるテーゲル空港に拠点を作り、1969年には、ブリティッシュ・イーグル航空から2機のボーイング707-138型機を購入するなど、その事業規模を急激に拡大した。
勢いに乗ったレイカー航空は、1970年に「カンガルールート」として知られ、多数の乗客数と高収益で知られたオーストラリア路線へのチャーター便での参入を画策した。しかしながら、この高収益路線への他社の参入を嫌った英国海外航空とカンタス航空がそれぞれの政府に働きかけたため、参入の道が閉ざされてしまった。

### 「スカイトレイン」の成功

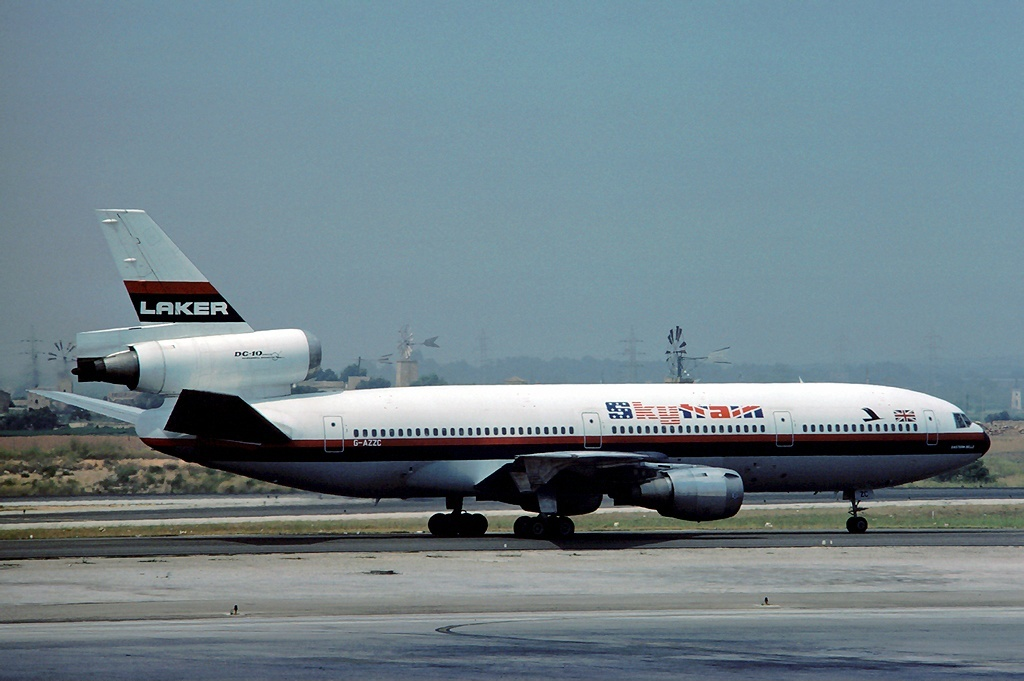
「スカイトレイン」のロゴが描かれたレイカー航空のマクドネル・ダグラスDC-10型機

しかし1973年4月には、英米両国の航空当局が、英米間路線におけるこれまでのアフィニティ・チャーターの適用基準を大幅に変更し、新たに「アドバンスド・ブックキング・チャーター（直訳すると「事前予約チャーター」）」制度を導入した。これを受けたレイカーは、三井銀行を通じてマクドネル・ダグラス DC-10型機を安い値段で2機購入する契約を行うことができ英米間路線にワイドボディの大型機で参入した。
さらにレイカーは、英米間路線に「スカイトレイン（Skytrain）」のブランドを持った「ノー・フリル（さまざまな機内サービスを簡略、もしくは一部有償化した）」サービスを導入し、格安運賃で定期就航することを画策した。しかし、英国海外航空を受け継いだ国営航空会社のブリティッシュ・エアウェイズやブリティッシュ・カレドニアン航空、アメリカのパンアメリカン航空やトランス・ワールド航空と、これらの航空会社（と労働組合）の意を受けた労働党のピーター・ショア通商大臣は、レイカー航空による大西洋路線の路線免許を取り消した。
その後レイカー航空は上記の4社を告訴し、その上に裁判所がショア通商大臣による路線免許の取り消しを違法と判断したことから、レイカー航空の英米間路線への格安運賃による参入は認可された。その後アメリカ政府からの認可もおり、レイカー航空は、1977年9月に「スカイトレイン」のロゴの入ったマクドネル・ダグラスDC-10型機でガトウィック空港とニューアーク国際空港を結ぶ定期便の就航にこぎつけた。

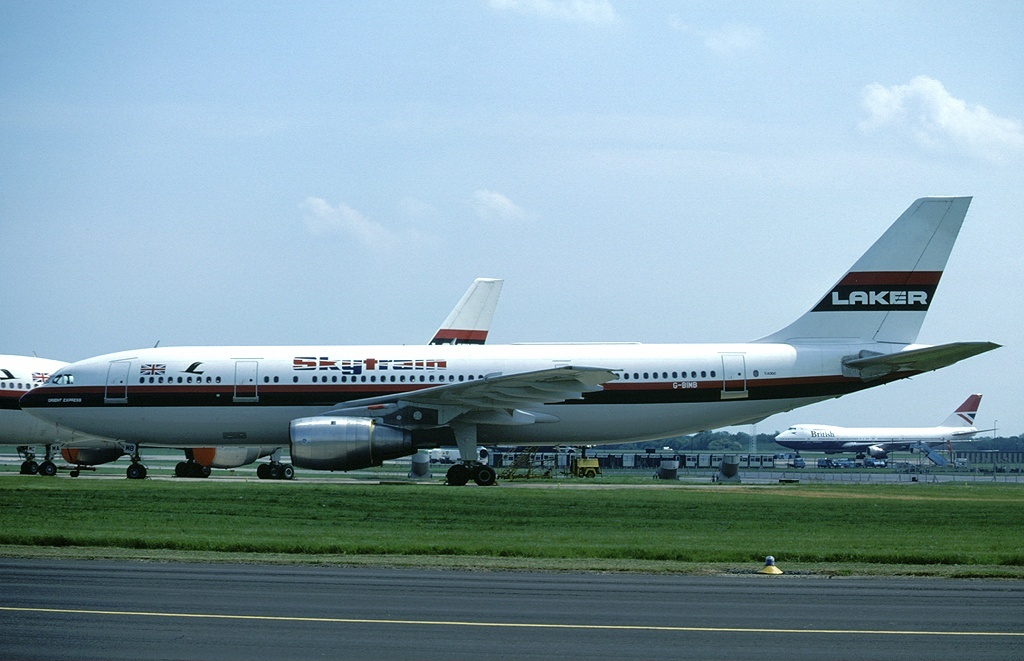
レイカー航空のエアバスA300B4-200型機

「スカイトレイン」は、英米両国において格安運賃での海外旅行を求める多くの乗客の支持を受けた。1978年には、ロサンゼルス国際空港への乗り入れも開始し、その後他のアメリカの大都市にも乗り入れを開始し、その結果1981年には、レイカー航空の大西洋横断路線におけるシェアは43社中第6位となった。また、レイカー航空は同路線の運賃の引き下げの急先鋒となり、これまで大西洋両岸の航空会社にとっての高収益路線であった大西洋横断路線は、低運賃競争の最前線になったが、多くの欧米の航空会社はレイカー航空の参入により顧客離れと客単価の下落にあえぐこととなった。
これらの好調を受けてレイカーは、さらなる路線網の拡大を画策し、ミッドランド銀行などの主要取引行からの融資をもとに、マクドネル・ダグラスDC-10-30型機の追加発注や、ヨーロッパ域内路線用のエアバスA300B4-200型機の発注と導入を行った。さらには「カンガルー・ルート」の主な中継地点で、当時イギリスの主要な植民地であった香港への乗り入れや、世界一周路線の開設の計画も発表した。

### 経営状況悪化
しかし、1979年に起きた第二次オイルショックの発生による燃料価格の高騰と、同年5月に起きたアメリカン航空のマクドネル・ダグラスDC-10型機の墜落事故を受けた6週間にわたる同機材の運航停止（その後機体の欠陥が事故原因でないことが分かり解除された）により、レイカー航空は多額の損失を受けた。
さらに折からのイギリス経済の不況を受けた乗客減と、ポンド安とドル高を受けて、燃料費や機体購入費、さらに借入金の金利の多くをドル建てにしていたレイカー航空は多額の損失を計上した。さらに不況による乗客減を受けて、ブリティッシュ・エアウェイズやブリティッシュ・カレドニアン航空などのドル箱路線で競合する大手航空会社が、旅行会社経由で安価な航空券の販売を行った事を受けて乗客が減少し、ただでさえ多くの借入金を抱えたレイカー航空の経営状況は急激に悪化した。
このような状況を受けて運営資金が枯渇し始めたため、1981年9月にレイカーは、ミッドランド銀行などの主要取引行に返済期限の延期を要請した。さらにレイカーは、DC-10型機の製造会社であるマクドネル・ダグラスや、DC-10型機などのエンジンの製造会社でもあるゼネラル・エレクトリックに対して、自社に対する負債を株に転換するよう申し出た。

### 「カルテル」による共同謀議
しかし、レイカー航空の負債の株への転換の動きを知った、ブリティッシュ・カレドニアン航空のサー・アダム・トムソンはこれを知り激怒し、レイカーをそれほど恐れていなかったヨーロッパの他の航空会社もしだいに反レイカーの色を強め、マクドネル・ダグラスとゼネラル・エレクトリックに対しレイカー航空に対する援助を行わないよう圧力をかけ、その結果2社によるレイカー航空の負債の株への転換は拒否されることとなった。これによりレイカー航空の財務状況は悪化の一途をたどることとなった。
さらに、レイカー航空の経営状況の悪化を知ったブリティッシュ・エアウェイズとパンアメリカン航空は、レイカー航空を潰すべく「運賃維持」というこれまでの方針を一転し、同年10月に、レイカー航空と競合する路線のみにおいて、一時的な赤字を覚悟でレイカー航空の運賃に匹敵する割引運賃の申請をイギリス政府に行った。この申請はただちに認可され適用されたことから、レイカー航空の英米間路線の乗客数は11月に入って激減した。

### 破産

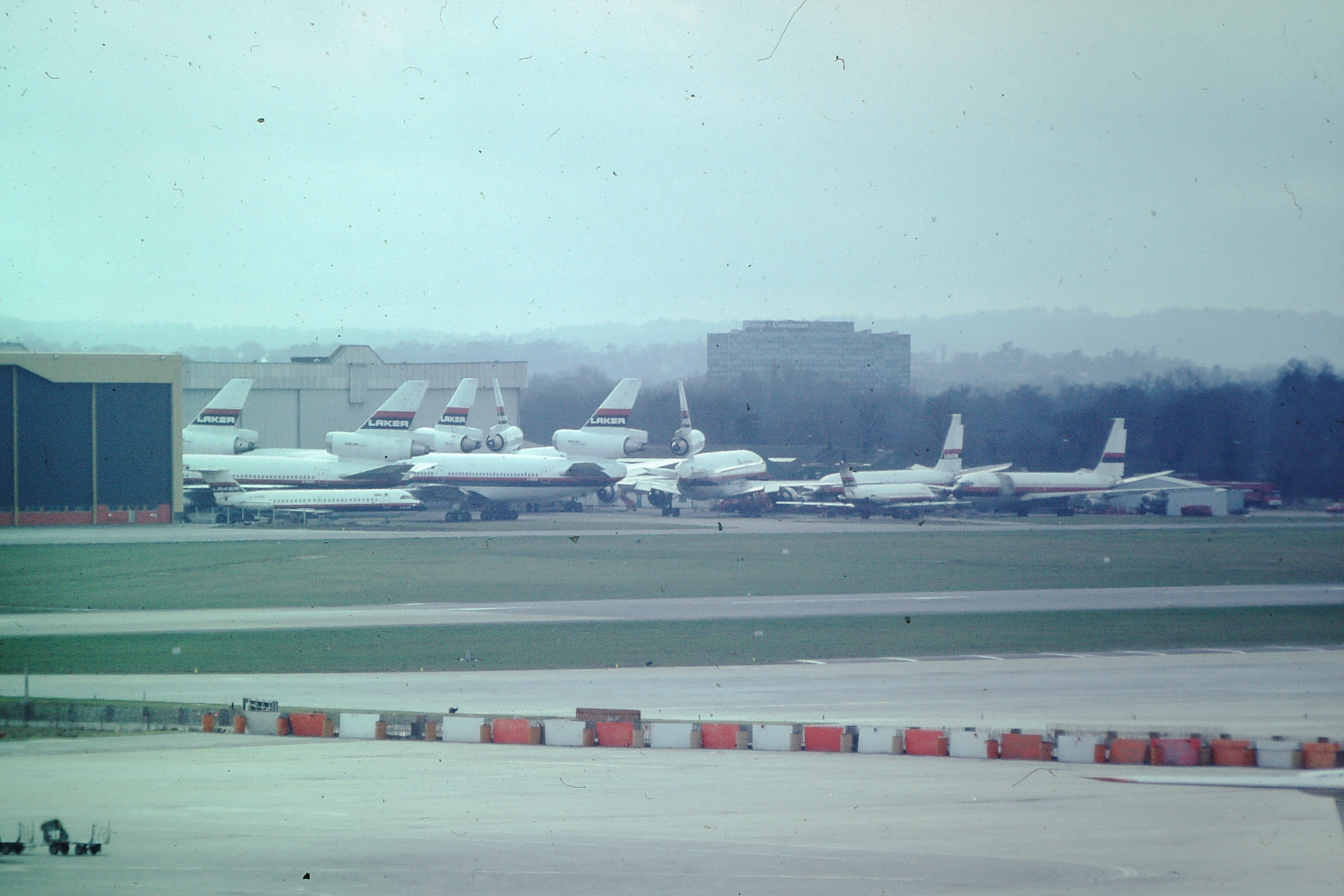
破産翌日に撮影されたレイカー航空機

これらの「IATAカルテル」加盟社を中心とした欧米の大手航空会社による「連係プレー」を受け、資金が回らなくなった結果、1982年2月5日にレイカー航空は破産した。破産宣告後ただちに運航が停止されたために、各地で航空券を持った利用客が足止めを食らうこととなった。
なお、レイカー航空の消滅を受けて、ブリティッシュ・エアウェイズやブリティッシュ・カレドニアン航空、KLMオランダ航空やルフトハンザ・ドイツ航空をはじめとする「IATAカルテル」加盟各社は、即座に大西洋横断路線における割引運賃の提供を停止した。
しかし、レイカー航空の消滅からわずか1年3か月後の1983年5月に、レイカー航空と同じくノー・フリルと格安運賃を売りにしたアメリカのピープル・エクスプレスが参入したことで、再び大西洋横断路線は熾烈な格安運賃競争に見舞われることとなった。

## 破産後

### 共同謀議の認定
レイカー航空の管財人から、同社の倒産までの経緯の調査を依頼された弁護士のボブ・ベックマンは、倒産に至る過程でブリティッシュ・エアウェイズやパンアメリカン航空、そしてブリティッシュ・カレドニアン航空やスカンジナビア航空、ルフトハンザ航空、サベナ航空、UTAフランス航空、KLMオランダ航空をはじめとする、マクドネル・ダグラスとゼネラル・エレクトリックの両社の大手顧客である欧米諸国の多くの航空会社、そしてミッドランド銀行などが共同謀議を行ったと結論付けた。これを受けて清算担当者のクリストファー・モリスは1982年11月にこれらの航空会社とミッドランド銀行などを訴えた。
その後1985年8月に、ブリティッシュ・エアウェイズなど12社は、フレディー・レイカーとレイカー航空の無効になった航空券を持つ利用者に対して、計5600万アメリカドルを支払うことで和解に応じた。

### その後のレイカー
その後フレディー・レイカーは、1992年に同名の格安及びチャーター航空会社をバハマのナッソーに、1996年には再びガトウィック空港を本拠に設立したが、いずれも現在は運航していない。なおレイカーは2006年に死去した。
レイカー航空は消滅したものの、レイカー航空と「スカイトレイン」サービスをはじめとするレイカー航空が成立させた、中長距離国際線を主な戦場としたビジネスモデル、そしてフレディー・レイカーは、1970年代後半のアメリカと1990年代のヨーロッパ、2000年代のアジアにおける航空自由化を受けて設立されたピープル・エクスプレスやライアンエア、オアシス香港航空などの格安航空会社の設立のみならず、同じイギリスのヴァージン・アトランティック航空の設立にも大きな影響を与えたといわれている。

## 主な機材
- ブリストル ブリタニア
- BAC-111
- ボーイング707-138
- マクドネル・ダグラス DC-10-10/30
- エアバスA300B4-200

## レイカー航空を扱った作品
- ドキュメンタリーTV番組『一流企業:華麗なる失策事例』シリーズ 第3回（ディスカバリーチャンネル）